# 하이덴하임안데어브렌츠

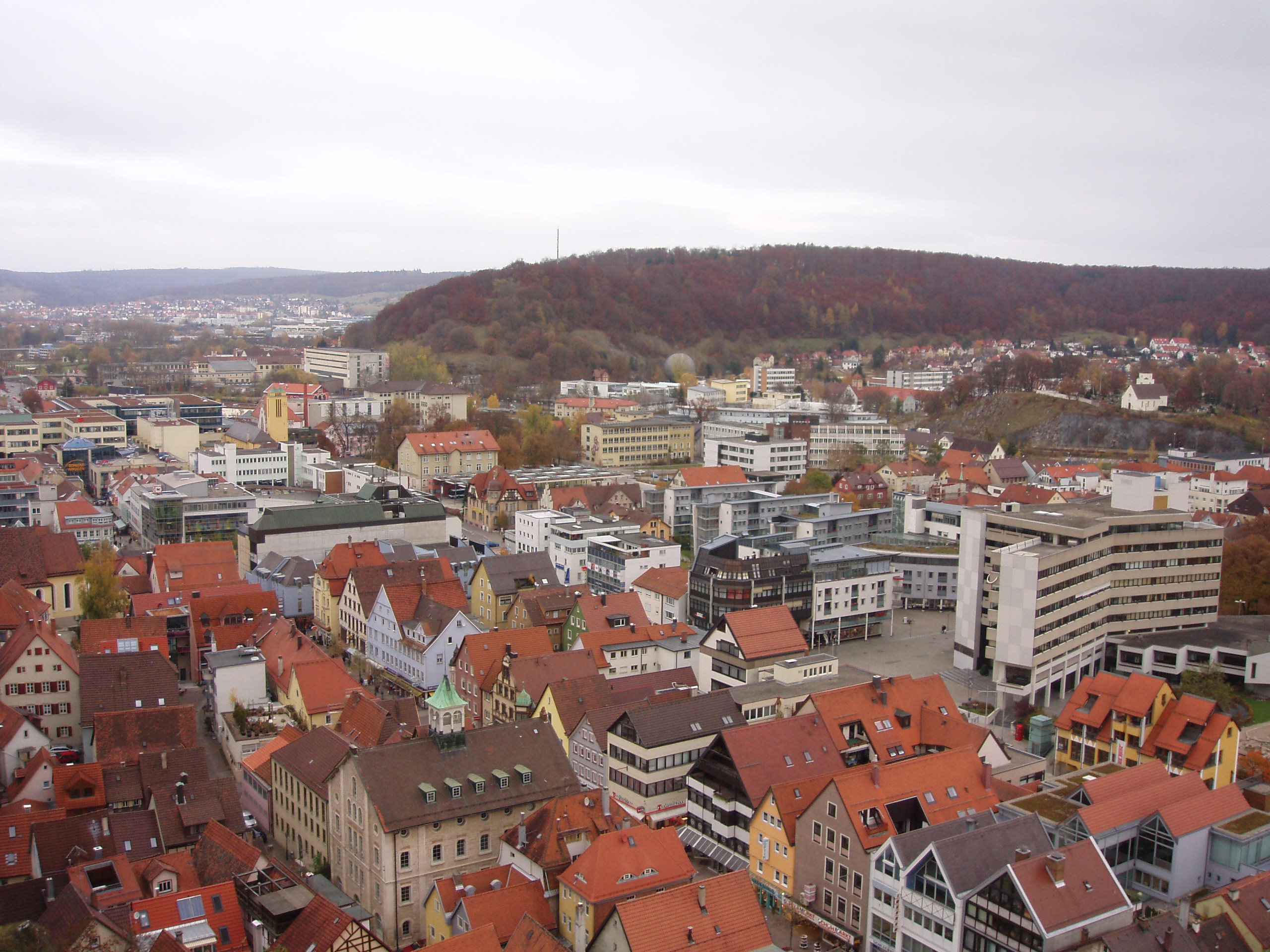
하이덴하임안데어브렌츠

하이덴하임안데어브렌츠(독일어: Heidenheim an der Brenz)는 독일 바덴뷔르템베르크주에 위치한 도시로 면적은 107.10km2, 인구는 47,164명(2014년 12월 31일 기준), 인구 밀도는 440명/km2이다. 행정 구역상으로는 슈투트가르트 현에 속한다. 바이에른주와의 경계 지점과 가까운 편이며 알렌에서 남쪽으로 17km, 울름에서 북쪽으로 33km 정도 떨어진 곳에 위치한다.

시 문장

## 출신 인물
- 에르빈 롬멜